# Лечебен исоп
Лечебният исоп (Hyssopus officinalis) е вид полухрастово растение от семейство устноцветни (Lamiaceae).

## Разпространение и местообитание
Видът произхожда от Средиземноморието, Северна Африка, Близкият изток и Кавказ, по-късно е натурализиран в цяла Европа и Северна Америка.
Споменава се в Новия Завет – при разпъването на Исус на кръста римските войници му поднасят напоена с оцет гъба, прикрепена на клонка от исоп. Вероятно поради тази причина през Средновековието в Европа растението е било особено ценено от Църквата и е било честа практика да се засажда в църковните и манастирските градини.
Исопът предпочита слънчеви места и по-скоро суха почва с добър дренаж.

## Описание
Цветовете му могат да бъдат виолетови, сини, бели или червени.

## Приложение
Използва се като подправка за салати, меса, супи и сосове. Влиза в съставките при производството на някои видове ликьори и швейцарския абсент.
Маслото от исоп в много страни е забранено за свободна продажба, тъй като е токсично. Същевременно при правилна дозировка растението има лечебно действие и се използва за облекчаване на кашлицата и различни възпаления на белите дробове, за стимулиране на храносмилането (ароматът на билката) и др.